# Indonesia Open 1993
Die Indonesia Open 1993 waren eines der Top-10-Turniere im Badminton in Asien. Sie fanden vom 21. bis 25. Juli in Jakarta statt. Das Preisgeld betrug 166.000 US$.

## Austragungsort
- Istora Senayan

## Sieger und Platzierte
| Disziplin    | Gold                         | Silber                        | Bronze                               |
| ------------ | ---------------------------- | ----------------------------- | ------------------------------------ |
| Herreneinzel | Alan Budikusuma              | Fung Permadi                  | Poul-Erik Høyer Larsen               |
| Herreneinzel | Alan Budikusuma              | Fung Permadi                  | Ardy Wiranata                        |
| Dameneinzel  | Ye Zhaoying                  | Susi Susanti                  | Yuliani Santosa                      |
| Dameneinzel  | Ye Zhaoying                  | Susi Susanti                  | Christine Gandrup                    |
| Herrendoppel | Ricky Subagja Rexy Mainaky   | Eddy Hartono Richard Mainaky  | Jalani Sidek Razif Sidek             |
| Herrendoppel | Ricky Subagja Rexy Mainaky   | Eddy Hartono Richard Mainaky  | Imay Hendra Bagus Setiadi            |
| Damendoppel  | Finarsih Lili Tampi          | Eliza Nathanael Zelin Resiana | Lotte Olsen Lisbet Stuer-Lauridsen   |
| Damendoppel  | Finarsih Lili Tampi          | Eliza Nathanael Zelin Resiana | Gillian Clark Joanne Goode           |
| Mixed        | Rudy Gunawan Rosiana Tendean | Paulus Firman S. Herawati     | Aryono Miranat Rosalina Riseu        |
| Mixed        | Rudy Gunawan Rosiana Tendean | Paulus Firman S. Herawati     | Richard Mainaky Erma Sulistianingsih |

## Finalresultate
| Disziplin    | Sieger                       | Finalist                      | Ergebnis           |
| ------------ | ---------------------------- | ----------------------------- | ------------------ |
| Herreneinzel | Alan Budikusuma              | Fung Permadi                  | 15–10, 14–17, 15–4 |
| Dameneinzel  | Ye Zhaoying                  | Susi Susanti                  | 11-9 12-11         |
| Herrendoppel | Ricky Subagja Rexy Mainaky   | Eddy Hartono Richard Mainaky  | 15-13 15-10        |
| Damendoppel  | Finarsih Lili Tampi          | Eliza Nathanael Zelin Resiana | 17-16 15-12        |
| Mixed        | Rudy Gunawan Rosiana Tendean | Paulus Firman S. Herawati     | 15-7 15-3          |

## Herreneinzel

### Qualifikation
- Jeffer Rosobin –  Fachtur Rozy: 9-15 / 15-4 / 15-6
- Yuli Netra –  Jackson Lomban: 15-5 / 15-4
- A. K. Johannes –  Sašo Zrnec: 15-3 / 15-3
- Dharma Gunawi –  Ardy Zalman: 15-8 / 15-11
- Ferry –  Chandra Berata: 15-12 / 4-15 / 15-12
- Jeffer Rosobin –  Hartono: 15-11 / 15-9
- Eddy Hariyadi –  Rolf Monteiro: 15-10 / 15-8
- Taufan –  Iwan Setiawan: 6-15 / 15-5 / 18-13
- Steve Mantouw –  Roy Joyo: 15-9 / 15-10
- Adi Ariadi –  Yohan Hadikusumo Wiratama: 18-17 / 15-9
- Setiadi Hartono –  Eko Hamiseno: 15-1 / 15-9
- Salim –  Hermono Yuwono: 15-7 / 15-3
- Hery Gunawan –  Ali Saputra: 15-1 / 15-4
- Gatot Satriadi –  Yuli Netra: 15-3 / 15-0
- Eko Hamiseno –  Z. A. Ade: 15-1 / 15-6
- Michael Tedjakusuma –  Budi Santoso: 15-7 / 15-9
- Herry Wahyudi –  Miha Košnik: 15-9 / 15-18 / 15-6
- A. K. Johannes –  Dharma Gunawi: 15-8 / 15-7
- Ferry –  Christiarus Yuliarto: 15-8 / 15-11
- Jeffer Rosobin –  Didit Suluh Patria: 15-11 / 15-9
- Hengky Irawan –  Davis Efraim: 15-6 / 15-7
- Nunung Subandoro –  Eddy Hariyadi: 15-8 / 15-2
- Taufan –  S. Arif: 15-4 / 15-3
- Halim Haryanto –  Rio Suryana: 15-11 / 15-7
- George Rimarcdi –  Pande Yanindra: 15-6 / 15-4
- Steve Mantouw –  Adi Ariadi: 15-12 / 15-12
- Setiadi Hartono –  Manow: 15-4 / 15-3
- Budi Santoso –  Nova Armada: 15-12 / 15-4
- Salim –  Hery Gunawan: 15-9 / 15-12
- Eko Hamiseno –  Gatot Satriadi: 15-8 / 15-7
- Michael Tedjakusuma –  Agus Susilo: 15-1 / 15-8
- Ade Bachtiar –  Herry Wahyudi: 15-5 / 15-5
- A. K. Johannes –  Henry G. Wiyadi: 15-8 / 15-7
- Jeffer Rosobin –  Ferry: 15-10 / 15-5
- Nunung Subandoro –  Hengky Irawan: 15-12 / 15-9
- Halim Haryanto –  Taufan: 15-4 / 12-15 / 15-11
- George Rimarcdi –  Steve Mantouw: 10-15 / 18-14 / 15-6
- Setiadi Hartono –  Budi Santoso: 18-13 / 15-2
- Salim –  Eko Hamiseno: 15-10 / 15-2
- Michael Tedjakusuma –  Ade Bachtiar: 8-15 / 15-7 / 15-10

### Hauptrunde
- Joko Suprianto –  Lee Wei-jen: 15-2 / 15-1
- Hannes Fuchs –  Kitipon Kitikul: 15-8 / 15-8
- Michael Tedjakusuma –  Fumihiko Machida: 11-15 / 15-4 / 15-6
- Poul-Erik Høyer Larsen –  Yong Hock Kin: 15-8 / 15-6
- Marleve Mainaky –  Tan Sian Peng: 15-7 / 15-12
- Kim Hak-kyun –  Wu Chun-sheng: 15-13 / 15-2
- A. K. Johannes –  Peter Knowles: 6-15 / 18-15 / 15-1
- Hermawan Susanto –  Wong Wai Lap: 15-1 / 15-4
- Chang Jeng-shyuang –  Kimio Miura: 15-5 / 15-4
- Sompol Kukasemkij –  Indra Wijaya: 15-5 / 15-3
- Halim Haryanto –  Mike Edstrom: 15-2 / 15-1
- Lee Mou-chou –  Philip Castle: 15-1 / 15-1
- Fung Permadi –  Peter Espersen: 15-6 / 15-10
- Setiadi Hartono –  Chen Rong: 15-10 / 15-6
- Jeffer Rosobin –  Robert Liljequist: 7-15 / 15-1 / 15-6
- C. Arief –  Anders Nielsen: 18-17 / 15-3
- Liu En-hung –  Yuzo Kubota: 15-6 / 15-7
- Ardy Wiranata –  You Kok Kiong: 15-1 / 15-4
- George Rimarcdi –  Teeranun Chiangtha: 15-6 / 14-17 / 15-5
- Ong Ewe Hock –  Benjamin Birbach: 15-3 / 15-2
- Hendrawan –  Mike Johnson: 15-3 / 15-3
- Thomas Stuer-Lauridsen –  Huang Yeu-der: 15-4 / 15-2
- Salim –  Atsushi Kusai: 15-9 / 15-8
- Park Sung-woo –  Michael Søgaard: 15-8 / 15-5
- Chen Pang –  Luecha Kajonnetikul: 15-8 / 15-3
- Alan Budikusuma –  Lin Wei-chen: 15-3 / 15-0
- Nunung Subandoro –  Wong Ewee Mun: 12-15 / 15-1 / 15-10
- Lioe Tiong Ping –  Jens Olsson: 15-6 / 15-7
- Heryanto Arbi –  Kuan Yang Adrian Tay: 15-8 / 15-3
- Pontus Jäntti –  Dwi Aryanto: w.o.
- Takuya Katayama –  Foo Kok Keong: w.o.
- Yuki Nakamura –  Thaweesak Koetsriphan: w.o.
- Joko Suprianto –  Hannes Fuchs: 15-5 / 15-7
- Michael Tedjakusuma –  Pontus Jäntti: 5-15 / 18-15 / 15-8
- Poul-Erik Høyer Larsen –  Marleve Mainaky: 18-15 / 15-10
- Kim Hak-kyun –  A. K. Johannes: 16-18 / 15-9 / 18-13
- Hermawan Susanto –  Chang Jeng-shyuang: 15-8 / 15-8
- Sompol Kukasemkij –  Halim Haryanto: 15-6 / 15-0
- Lee Mou-chou –  Takuya Katayama: 15-6 / 15-2
- Fung Permadi –  Setiadi Hartono: 15-12 / 15-4
- Jeffer Rosobin –  C. Arief: 15-12 / 15-6
- Ardy Wiranata –  Liu En-hung: 15-8 / 15-5
- Ong Ewe Hock –  George Rimarcdi: 15-1 / 15-7
- Hendrawan –  Thomas Stuer-Lauridsen: 17-14 / 15-11
- Park Sung-woo –  Salim: 18-13 / 15-8
- Alan Budikusuma –  Chen Pang: 15-13 / 15-9
- Lioe Tiong Ping –  Nunung Subandoro: 15-13 / 15-9
- Heryanto Arbi –  Yuki Nakamura: 15-3 / 15-8
- Joko Suprianto –  Michael Tedjakusuma: 15-1 / 15-6
- Poul-Erik Høyer Larsen –  Kim Hak-kyun: 15-4 / 15-7
- Hermawan Susanto –  Sompol Kukasemkij: 15-12 / 15-6
- Fung Permadi –  Lee Mou-chou: 15-3 / 15-10
- Ardy Wiranata –  Jeffer Rosobin: 15-11 / 15-12
- Ong Ewe Hock –  Hendrawan: 4-15 / 15-8 / 15-8
- Heryanto Arbi –  Lioe Tiong Ping: 15-12 / 15-8
- Alan Budikusuma –  Park Sung-woo: w.o.
- Poul-Erik Høyer Larsen –  Joko Suprianto: 15-11 / 17-16
- Fung Permadi –  Hermawan Susanto: 15-8 / 6-15 / 15-5
- Ardy Wiranata –  Ong Ewe Hock: 18-13 / 15-2
- Alan Budikusuma –  Heryanto Arbi: 15-10 / 18-13

### Endrunde
|  | Halbfinale | Halbfinale             | Halbfinale | Halbfinale | Halbfinale |  |  | Finale | Finale          | Finale | Finale | Finale |
|  |            |                        |            |            |            |  |  |        |                 |        |        |        |
|  |            |                        |            |            |            |  |  |        |                 |        |        |        |
|  |            | Poul-Erik Høyer Larsen | 9          | 14         |            |  |  |        |                 |        |        |        |
|  |            | Fung Permadi           | 15         | 17         |            |  |  |        |                 |        |        |        |
|  |            |                        |            |            |            |  |  |        | Fung Permadi    | 10     | 17     | 4      |
|  |            |                        |            |            |            |  |  |        | Alan Budikusuma | 15     | 14     | 15     |
|  |            | Ardy Wiranata          | 12         | 13         |            |  |  |        |                 |        |        |        |
|  |            | Alan Budikusuma        | 15         | 15         |            |  |  |        |                 |        |        |        |
|  |            |                        |            |            |            |  |  |        |                 |        |        |        |

## Dameneinzel

### Qualifikation
- Upi Chrisnawati –  Utari Dewi: 11-6 / 11-1
- Yuli Marfuah –  Yeniko: 11-2 / 11-3
- Irra –  Yeni Diah: 11-7 / 5-11 / 11-1
- Sri Martini –  Upi Chrisnawati: 11-4 / 9-11 / 12-11
- Yeni Susilowati -  Angeline de Pauw: 11-8 / 11-8
- Dosilina –  Rofigoh Apriani: 11-2 / 11-4
- Luluk Maria Ulfa –  Anita Lomban: 11-3 / 11-7

### Hauptrunde
- Susi Susanti –  Miyoko Matsuoh: 11-5 / 11-1
- Pornsawan Plungwech –  Enny Kuswati: 11-6 / 11-5
- Cindana Hartono –  Wong Mee Hung: 11-1 / 11-3
- Carmelita –  Yeni Susilowati: 11-1 / 11-4
- Jaroensiri Somhasurthai –  Chan Ya-lin: 11-3 / 11-3
- Indarti Issolina –  Cheng Yin Sat: 11-3 / 11-6
- Yuli Marfuah –  Arum Mawarti: 11-3 / 1-11 / 11-7
- Lim Xiaoqing –  Kim Kyeung-ran: 11-8 / 11-7
- Silvia Anggraini –  Zarinah Abdullah: 11-3 / 5-11 / 11-6
- Yuni Kartika –  Sujitra Ekmongkolpaisarn: 7-11 / 11-7 / 11-0
- Lenny Permana –  Luluk Maria Ulfa: 11-3 / 11-5
- Yuliani Santosa –  Shyu Yu-ling: 11-1 / 11-2
- Caroline –  Stacey Murty: 11-1 / 11-2
- Hisako Mizui –  Mia Audina: 7-11 / 12-11 / 11-4
- Reny Handayani –  Irra: 11-2 / 11-7
- Lee Wai Leng –  Ellen Angelina: 11-4 / 11-5
- Hellen Paoki –  Thanitsara Juntest: 11-7 / 11-5
- Eti Tantra –  Dewiyanti Martha: 11-9 / 9-12 / 11-3
- Ita Ardwiantini –  Chen Mei-cun: 11-9 / 11-2
- Maya Dewi Sartika –  Dujfan Iangsuwanpatema: 11-5 / 6-11 / 11-5
- Olivia –  Sri Martini: 11-3 / 11-1
- Emma Ermawati –  Kathy Zimmerman: 11-2 / 11-3
- Minarti Timur –  Natawan Yusakul: 11-4 / 11-1
- Dosilina –  Zamaliah Sidek: 11-8 / 12-11
- Ra Kyung-min –  Lidya Djaelawijaya: 11-3 / 11-9
- Silvy Tandiari –  Chin Yen Peng: 11-1 / 11-1
- Ye Zhaoying –  Ko Hsin-lin: 11-2 / 11-6
- Meiluawati –  Joanne Muggeridge: w.o.
- Ika Heny –  Aiko Miyamura: w.o.
- Christine Magnusson –  Eny Oktaviani: w.o.
- Chan Oi Ni –  Sarwendah Kusumawardhani: w.o.
- Christine –  Lisbet Stuer-Lauridsen: w.o.
- Susi Susanti –  Pornsawan Plungwech: 11-4 / 11-2
- Cindana Hartono –  Carmelita: 11-2 / 11-7
- Jaroensiri Somhasurthai –  Indarti Issolina: 11-2 / 11-3
- Meiluawati –  Yuli Marfuah: 11-7 / 11-0
- Lim Xiaoqing –  Silvia Anggraini: 11-5 / 11-4
- Yuni Kartika –  Lenny Permana: 11-5 / 11-2
- Yuliani Santosa –  Caroline: 10-12 / 11-5 / 11-0
- Hisako Mizui –  Reny Handayani: 12-9 / 11-5
- Ika Heny –  Lee Wai Leng: 11-0 / 11-2
- Christine Magnusson –  Hellen Paoki: 12-11 / 11-3
- Ita Ardwiantini –  Eti Tantra: 11-8 / 6-11 / 11-3
- Chan Oi Ni –  Maya Dewi Sartika: 11-7 / 11-6
- Christine –  Olivia: 11-8 / 12-9
- Minarti Timur –  Emma Ermawati: 11-6 / 11-0
- Ra Kyung-min –  Dosilina: 11-1 / 11-1
- Ye Zhaoying –  Silvy Tandiari: 11-2 / 11-5
- Susi Susanti –  Cindana Hartono: 11-7 / 12-9
- Jaroensiri Somhasurthai –  Meiluawati: 11-6 / 11-4
- Lim Xiaoqing –  Yuni Kartika: 10-12 / 12-10 / 11-5
- Yuliani Santosa –  Hisako Mizui: 11-0 / 11-6
- Christine Magnusson –  Ika Heny: 11-8 / 11-4
- Chan Oi Ni –  Ita Ardwiantini: 5-11 / 12-10 / 11-4
- Minarti Timur –  Christine: 11-1 / 11-2
- Ye Zhaoying –  Ra Kyung-min: 11-7 / 11-2
- Susi Susanti –  Jaroensiri Somhasurthai: 11-4 / 11-2
- Yuliani Santosa –  Lim Xiaoqing: 3-11 / 11-8 / 11-7
- Christine Magnusson –  Chan Oi Ni: 11-4 / 11-3
- Ye Zhaoying –  Minarti Timur: 11-4 / 11-6

### Endrunde
|  | Halbfinale | Halbfinale          | Halbfinale | Halbfinale | Halbfinale |  |  | Finale | Finale       | Finale | Finale | Finale |
|  |            |                     |            |            |            |  |  |        |              |        |        |        |
|  |            |                     |            |            |            |  |  |        |              |        |        |        |
|  |            | Susi Susanti        | 11         | 11         |            |  |  |        |              |        |        |        |
|  |            | Yuliani Santosa     | 5          | 5          |            |  |  |        |              |        |        |        |
|  |            |                     |            |            |            |  |  |        | Susi Susanti | 9      | 11     |        |
|  |            |                     |            |            |            |  |  |        | Ye Zhaoying  | 11     | 12     |        |
|  |            | Christine Magnusson | 5          | 6          |            |  |  |        |              |        |        |        |
|  |            | Ye Zhaoying         | 11         | 11         |            |  |  |        |              |        |        |        |
|  |            |                     |            |            |            |  |  |        |              |        |        |        |

## Herrendoppel

### Qualifikation
- Musrifin Madek /  Heriyanto Tutan –  Andreas Darmawan /  Didik: 8-15 / 15-12 / 18-14
- Sarno Purnomo /  Henry Yuwono –  S. Arif /  Pepep: 15-4 / 15-9
- James Bolung /  Jackson Lomban –  Irwansyah /  Thomas: 15-12 / 15-10
- Kurnia /  Herry Sulistiono –  Mulyadi T. /  Rony Wijaya: 15-3 / 19-15 / 15-3
- Musrifin Madek /  Heriyanto Tutan –  Furqan /  Syarifuddin: 15-9 / 15-6
- Sarno Purnomo /  Henry Yuwono –  James Bolung /  Jackson Lomban: 15-10 / 15-2
- Ardy Zalman /  Suharmon –  Albert /  Karel Mainaky: 15-9 / 3-15 / 15-4
- Richard Masengi /  Steven Mayoan –  Yuli Netra /  Pande Yanindra: 15-12 / 15-8
- Gunanto /  Christiarus Yuliarto –  Trisvawan Denny /  Samidiono: 15-5 / 15-6
- Kurnia /  Herry Sulistiono –  Santo Rusli /  Sandiarto: 15-0 / 15-0

### Hauptrunde
- Chan Siu Kwong /  Ng Pak Kum –  Tan Sian Peng /  Jefry Tjoandi: 15-1 / 15-3
- Flandy Limpele /  Aryono Miranat –  Miha Košnik /  Miso Mattias: 15-3 / 15-2
- Tiek Ming Kwan /  Rudy Wijaya –  Fumihiko Machida /  Koji Miya: 1-15 / 15-11 / 15-3
- Luecha Kajonnetikul /  Kitipon Kitikul –  Ardy Zalman /  Suharmon: 15-9 / 1-15 / 15-11
- Aras Razak /  Aman Santosa –  Liao Kuo-mao /  Tu Tung-sheng: 15-5 / 15-7
- Tony Gunawan /  Namrih –  Musrifin Madek /  Heriyanto Tutan: 15-2 / 15-7
- Imay Hendra /  Bagus Setiadi –  Atsushi Kusai /  Yuki Nakamura: 15-4 / 15-4
- Ong Ewe Chye /  Rahman Sidek –  Kurnia /  Herry Sulistiono: 15-8 / 15-7
- Dharma Gunawi /  Ade Sutrisna –  Richard Masengi /  Steven Mayoan: 15-9 / 15-9
- Joko Mardianto /  Paulus Firman –  Monthon Bumphenkeitikul /  Khunakorn Sudhisodhi: 15-8 / 15-11
- Yap Yee Guan /  Yap Yee Hup –  Sarno Purnomo /  Henry Yuwono: 15-3 / 15-7
- Eddy Hartono /  Richard Mainaky –  Mike Edstrom /  Mike Johnson: 15-2 / 15-1
- Wahyu Agung /  Candra Wijaya –  Gunanto /  Christiarus Yuliarto: 15-10 / 17-14
- Rudy Gunawan /  Dicky Purwotjugiono –  Horng Shin-jeng /  Huang Chuan-chen: 15-10 / 9-15 / 15-5
- Seng Kok Kiong /  Hadi Sugianto –  Jan Paulsen /  Michael Søgaard: 15-5 / 15-7
- Tri Kusharyanto /  Adi Santoso –  Takuya Katayama /  Yuzo Kubota: w.o.
- Ricky Subagja /  Rexy Mainaky –  Chang Jeng-shyuang /  Wu Chun-sheng: 15-8 / 15-1
- Flandy Limpele /  Aryono Miranat –  Chan Siu Kwong /  Ng Pak Kum: 15-5 / 15-13
- Cun Cun Haryono /  Victo Wibowo –  Tan Kim Her /  Yap Kim Hock: 17-14 / 5-15 / 15-10
- Tiek Ming Kwan /  Rudy Wijaya –  Luecha Kajonnetikul /  Kitipon Kitikul: 15-7 / 15-5
- Pramote Teerawiwatana /  Sakrapee Thongsari –  E. Dadan /  Dodi: 15-7 / 15-9
- Tony Gunawan /  Namrih –  Aras Razak /  Aman Santosa: 13-15 / 15-11 / 15-6
- Tony James /  Mintarno –  Chris Hunt /  Nick Ponting: 17-15 / 12-15 / 15-10
- Imay Hendra /  Bagus Setiadi –  Ong Ewe Chye /  Rahman Sidek: 15-8 / 17-15
- Dharma Gunawi /  Ade Sutrisna –  Joko Mardianto /  Paulus Firman: 15-11 / 15-8
- S. Antonius Budi Ariantho /  Denny Kantono –  Lee Wei-jen /  Liu En-hung: 15-1 / 15-1
- Eddy Hartono /  Richard Mainaky –  Yap Yee Guan /  Yap Yee Hup: 15-11 / 15-4
- Pär-Gunnar Jönsson /  Jens Olsson –  Davis Efraim /  Halim Haryanto: 18-17 / 15-12
- Rudy Gunawan /  Dicky Purwotjugiono –  Wahyu Agung /  Candra Wijaya: 15-11 / 15-8
- Ha Tae-kwon /  Yoo Yong-sung –  Sigit Budiarto /  Ade Lukas: 15-6 / 15-7
- Seng Kok Kiong /  Hadi Sugianto –  Tri Kusharyanto /  Adi Santoso: 18-14 / 15-9
- Jalani Sidek /  Razif Sidek –  Halim Haryanto /  Santoso Sugiharjo: 15-6 / 15-4
- Ricky Subagja /  Rexy Mainaky –  Flandy Limpele /  Aryono Miranat: 15-5 / 15-4
- Cun Cun Haryono /  Victo Wibowo –  Tiek Ming Kwan /  Rudy Wijaya: 15-3 / 15-8
- Tony Gunawan /  Namrih –  Pramote Teerawiwatana /  Sakrapee Thongsari: 11-15 / 15-12 / 17-14
- Imay Hendra /  Bagus Setiadi –  Tony James /  Mintarno: 15-7 / 15-7
- Eddy Hartono /  Richard Mainaky –  Pär-Gunnar Jönsson /  Jens Olsson: 15-11 / 15-13
- Rudy Gunawan /  Dicky Purwotjugiono –  Ha Tae-kwon /  Yoo Yong-sung: 15-8 / 18-15
- Jalani Sidek /  Razif Sidek –  Seng Kok Kiong /  Hadi Sugianto: 15-7 / 15-9
- S. Antonius Budi Ariantho /  Denny Kantono –  Dharma Gunawi /  Ade Sutrisna: w.o.
- Ricky Subagja /  Rexy Mainaky –  Cun Cun Haryono /  Victo Wibowo: 15-10 / 15-7
- Imay Hendra /  Bagus Setiadi –  Tony Gunawan /  Namrih: 15-8 / 12-15 / 15-3
- Eddy Hartono /  Richard Mainaky –  S. Antonius Budi Ariantho /  Denny Kantono: 15-5 / 15-7
- Jalani Sidek /  Razif Sidek –  Rudy Gunawan /  Dicky Purwotjugiono: 15-9 / 15-11

### Endrunde
|  | Halbfinale | Halbfinale                   | Halbfinale | Halbfinale | Halbfinale |  |  | Finale | Finale                       | Finale | Finale | Finale |
|  |            |                              |            |            |            |  |  |        |                              |        |        |        |
|  |            |                              |            |            |            |  |  |        |                              |        |        |        |
|  |            | Ricky Subagja Rexy Mainaky   | 15         | 15         |            |  |  |        |                              |        |        |        |
|  |            | Imay Hendra Bagus Setiadi    | 4          | 9          |            |  |  |        |                              |        |        |        |
|  |            |                              |            |            |            |  |  |        | Ricky Subagja Rexy Mainaky   | 15     | 15     |        |
|  |            |                              |            |            |            |  |  |        | Eddy Hartono Richard Mainaky | 13     | 10     |        |
|  |            | Eddy Hartono Richard Mainaky | 15         | 15         |            |  |  |        |                              |        |        |        |
|  |            | Razif Sidek Jalani Sidek     | 8          | 7          |            |  |  |        |                              |        |        |        |
|  |            |                              |            |            |            |  |  |        |                              |        |        |        |

## Damendoppel

### Qualifikation
- Rofigoh Apriani /  Maya Oktavia –  Ellen Angelina /  Enny Kuswati: 7-15 / 15-6 / 18-17
- Swa Cahayawati /  Fenny Natalia –  Yeni Diah /  Tetty Yunita: 8-15 / 15-6 / 15-5
- Andi Andryana /  Deyana Susanti –  Sri Martini /  Luluk Maria Ulfa: 17-14 / 15-9
- Iin Indarwati /  Novita Thelly –  Lia /  Yuli: 15-9 / 15-7
- Dosilina /  Eti Tantra –  Karminasari /  Yeniko: 15-6 / 15-6
- Laila Rahmawati /  Sumiati –  Rofigoh Apriani /  Maya Oktavia: 15-2 / 15-10
- Andi Andryana /  Deyana Susanti –  Swa Cahayawati /  Fenny Natalia: 3-15 / 15-3 / 15-11
- Iin Indarwati /  Novita Thelly –  Ellen Angelina /  Irra: 15-9 / 15-6
- Dosilina /  Eti Tantra –  Emy K. Catur /  Glovian Saha: 15-1 / 15-10

### Hauptrunde
- Lotte Olsen /  Lisbet Stuer-Lauridsen –  Ngan Fai /  Tung Chau Man: 15-6 / 15-10
- Lee Wai Leng /  Tan Lee Wai –  Cindy /  Margiyani: 7-15 / 15-3 / 15-7
- Gillian Gowers /  Rosiana Tendean –  Choi Ma-ree /  Jang Hye-ock: 15-6 / 15-7
- Eny Oktaviani /  Lilik Sudarwati –  Andi Andryana /  Deyana Susanti: 15-7 / 15-5
- Finarsih /  Lili Tampi –  Thanitsara Juntest /  Natawan Yusakul: 15-2 / 15-5
- Emma Ermawati /  Indarti Issolina –  Ko Hsin-lin /  Lin Hui-hsu: 15-8 / 8-15 / 18-17
- Tomomi Matsuo /  Kyoko Sasage –  Catherine /  Rosalina Riseu: 15-11 / 15-7
- Maria Bengtsson /  Joanne Muggeridge –  Dosilina /  Eti Tantra: 15-3 / 15-3
- Laila Rahmawati /  Sumiati –  Henny /  Frilly Karundeng: 6-15 / 15-6 / 18-14
- Gil Young-ah /  Kim Shin-young –  Dujfan Iangsuwanpatema /  Ruksita Sookboonmak: 15-1 / 15-3
- Gillian Clark /  Joanne Goode –  Zamaliah Sidek /  Wong Mee Hung: 15-7 / 15-7
- Eliza Nathanael /  Zelin Resiana –  Iin Indarwati /  Novita Thelly: 15-10 / 15-2
- Christine Magnusson /  Lim Xiaoqing –  Chan Ya-lin /  Chen Mei-cun: 15-3 / 15-5
- Ay Ling The /  Nonong Denis Zanati –  Feng Mei-ying /  Jou Yu-lin: w.o.
- Cheng Yin Sat /  Chung Hoi Yuk –  Aiko Miyamura /  Hisako Mizui: w.o.
- Stacey Murty /  Kathy Zimmerman –  S. Herawati /  Sri Untari: w.o.
- Lotte Olsen /  Lisbet Stuer-Lauridsen –  Lee Wai Leng /  Tan Lee Wai: 15-9 / 15-8
- Gillian Gowers /  Rosiana Tendean –  Eny Oktaviani /  Lilik Sudarwati: 15-9 / 17-18 / 15-10
- Finarsih /  Lili Tampi –  Emma Ermawati /  Indarti Issolina: 15-1 / 15-4
- Tomomi Matsuo /  Kyoko Sasage –  Maria Bengtsson /  Joanne Muggeridge: 15-8 / 15-18 / 15-2
- Gil Young-ah /  Kim Shin-young –  Laila Rahmawati /  Sumiati: 15-4 / 15-2
- Gillian Clark /  Joanne Goode –  Ay Ling The /  Nonong Denis Zanati: 15-2 / 15-4
- Eliza Nathanael /  Zelin Resiana –  Cheng Yin Sat /  Chung Hoi Yuk: 15-2 / 15-3
- Christine Magnusson /  Lim Xiaoqing –  Stacey Murty /  Kathy Zimmerman: 15-6 / 15-3
- Lotte Olsen /  Lisbet Stuer-Lauridsen –  Gillian Gowers /  Rosiana Tendean: 15-6 / 15-9
- Finarsih /  Lili Tampi –  Tomomi Matsuo /  Kyoko Sasage: 15-7 / 15-9
- Gillian Clark /  Joanne Goode –  Gil Young-ah /  Kim Shin-young: 15-12 / 15-10
- Eliza Nathanael /  Zelin Resiana –  Christine Magnusson /  Lim Xiaoqing: 15-9 / 10-15 / 15-12

### Endrunde
|  | Halbfinale | Halbfinale                         | Halbfinale | Halbfinale | Halbfinale |  |  | Finale | Finale                        | Finale | Finale | Finale |
|  |            |                                    |            |            |            |  |  |        |                               |        |        |        |
|  |            |                                    |            |            |            |  |  |        |                               |        |        |        |
|  |            | Lotte Olsen Lisbet Stuer-Lauridsen | 8          | r.         |            |  |  |        |                               |        |        |        |
|  |            | Lili Tampi Finarsih                | 11         |            |            |  |  |        |                               |        |        |        |
|  |            |                                    |            |            |            |  |  |        | Lili Tampi Finarsih           | 17     | 15     |        |
|  |            |                                    |            |            |            |  |  |        | Eliza Nathanael Zelin Resiana | 16     | 12     |        |
|  |            | Gillian Clark Joanne Goode         | 5          | 13         |            |  |  |        |                               |        |        |        |
|  |            | Eliza Nathanael Zelin Resiana      | 15         | 15         |            |  |  |        |                               |        |        |        |
|  |            |                                    |            |            |            |  |  |        |                               |        |        |        |

## Mixed

### Hauptrunde
- Pär-Gunnar Jönsson /  Maria Bengtsson –  Lee Wei-jen /  Ko Hsin-lin: 15-9 / 15-6
- Paulus Firman /  S. Herawati –  Luecha Kajonnetikul /  Thanitsara Juntest: 15-5 / 15-2
- Ha Tae-kwon /  Jang Hye-ock –  Chris Hunt /  Joanne Goode: 8-15 / 15-9 / 18-14
- Dharma Gunawi /  Fenny Natalia –  Denny Samuel Sandy /  Ay Ling The: 15-10 / 2-15 / 15-2
- Jan Paulsen /  Lotte Olsen –  Chan Siu Kwong /  Chung Hoi Yuk: 18-14 / 15-10
- Joko Mardianto /  Sri Untari –  Tan Kim Her /  Tan Lee Wai: 15-5 / 15-4
- Richard Mainaky /  Erma Sulistianingsih –  Mike Johnson /  Stacey Murty: 15-2 / 15-2
- Liu En-hung /  Lin Hui-hsu –  Kurnia /  Lani: 15-7 / 15-8
- Huang Chuan-chen /  Feng Mei-ying –  Iin Indarwati /  James Richard: 15-9 / 15-4
- Rudy Gunawan /  Rosiana Tendean –  Mike Edstrom /  Kathy Zimmerman: 15-4 / 15-5
- Flandy Limpele /  Dede Hasanah –  Yoo Yong-sung /  Choi Ma-ree: 15-8 / 15-6
- Michael Søgaard /  Gillian Gowers –  Kitipon Kitikul /  Natawan Yusakul: 15-2 / 15-6
- E. Dadan /  Laila Rahmawati –  Ong Ewe Chye /  Zamaliah Sidek: 17-15 / 15-9
- Aryono Miranat /  Rosalina Riseu –  Chang Jeng-shyuang /  Chen Mei-cun: 15-4 / 15-7
- Herly Djaenudin /  Frilly Karundeng –  Liao Kuo-mao /  Chan Ya-lin: 18-16 / 12-15 / 15-8
- Nick Ponting /  Gillian Clark –  Ng Pak Kum /  Chan Oi Ni: 15-11 / 15-6
- Paulus Firman /  S. Herawati –  Pär-Gunnar Jönsson /  Maria Bengtsson: 15-9 / 15-10
- Ha Tae-kwon /  Jang Hye-ock –  Dharma Gunawi /  Fenny Natalia: 15-6 / 15-10
- Joko Mardianto /  Sri Untari –  Jan Paulsen /  Lotte Olsen: 15-3 / 15-8
- Richard Mainaky /  Erma Sulistianingsih –  Liu En-hung /  Lin Hui-hsu: 15-10 / 15-9
- Rudy Gunawan /  Rosiana Tendean –  Huang Chuan-chen /  Feng Mei-ying: 15-8 / 15-9
- Michael Søgaard /  Gillian Gowers –  Flandy Limpele /  Dede Hasanah: 15-5 / 15-5
- Aryono Miranat /  Rosalina Riseu –  E. Dadan /  Laila Rahmawati: 15-5 / 15-2
- Nick Ponting /  Gillian Clark –  Herly Djaenudin /  Frilly Karundeng: 15-6 / 15-10
- Paulus Firman /  S. Herawati –  Ha Tae-kwon /  Jang Hye-ock: 15-4 / 15-2
- Richard Mainaky /  Erma Sulistianingsih –  Joko Mardianto /  Sri Untari: 15-10 / 15-1
- Rudy Gunawan /  Rosiana Tendean –  Michael Søgaard /  Gillian Gowers: 15-10 / 15-17 / 15-9
- Aryono Miranat /  Rosalina Riseu –  Nick Ponting /  Gillian Clark: 15-11 / 15-13
- Paulus Firman /  S. Herawati –  Richard Mainaky /  Erma Sulistianingsih: 8-15 / 15-5 / 15-10
- Rudy Gunawan /  Rosiana Tendean –  Aryono Miranat /  Rosalina Riseu: 15-5 / 8-15 / 15-10
- Rudy Gunawan /  Rosiana Tendean –  Paulus Firman /  S. Herawati: 15-7 / 15-3

### Endrunde
|  | Halbfinale | Halbfinale                           | Halbfinale | Halbfinale | Halbfinale |  |  | Finale | Finale                       | Finale | Finale | Finale |
|  |            |                                      |            |            |            |  |  |        |                              |        |        |        |
|  |            |                                      |            |            |            |  |  |        |                              |        |        |        |
|  |            | Paulus Firman S. Herawati            | 8          | 15         | 15         |  |  |        |                              |        |        |        |
|  |            | Richard Mainaky Erma Sulistianingsih | 15         | 5          | 10         |  |  |        |                              |        |        |        |
|  |            |                                      |            |            |            |  |  |        | Paulus Firman S. Herawati    | 7      | 3      |        |
|  |            |                                      |            |            |            |  |  |        | Rudy Gunawan Rosiana Tendean | 15     | 15     |        |
|  |            | Rudy Gunawan Rosiana Tendean         | 15         | 8          | 15         |  |  |        |                              |        |        |        |
|  |            | Aryono Miranat Rosalina Riseu        | 5          | 15         | 10         |  |  |        |                              |        |        |        |
|  |            |                                      |            |            |            |  |  |        |                              |        |        |        |